# Schweppermann-Kaserne
Die Schweppermann-Kaserne ist eine Truppenunterkunft der Bundeswehr in der bayerischen Gemeinde Kümmersbruck, Ortsteil Gärmersdorf (bis 1971 selbständige Gemeinde). Sie wurde ab 1958 erbaut und 1960 fertiggestellt. Sie erhielt 1964 ihren heutigen Namen, benannt nach dem Feldhauptmann der Reichsstadt Nürnberg Seyfried Schweppermann. Sie beherbergte bis 1994 hauptsächlich Panzertruppen. Danach wurde die Kaserne Heimat von Verbänden der Logistiktruppen.

## Geschichte
1837 entstand für die Amberger Garnison der Bedarf an einem neuen Übungsgelände. Bei Kümmersbruck bzw. Gärmersdorf wurde 1839 eine Fläche vom Bayerischen Kriegsminister gepachtet. 1914 entstand in Amberg die Leopold-Kaserne in unmittelbarer Nähe zu Gärmersdorf und Kümmersbruck. Zum 1. Januar 1935 wurde die militärische Nutzung des Übungsplatzes bei Gärmersdorf durch die Wehrmacht wieder aufgenommen. Genutzt wurde das Gelände hauptsächlich durch das Artillerieregiment 8. Auf der Liegenschaft befanden sich ein Gasbunker und ein Handgranatenwurfstand. Während des Zweiten Weltkriegs fanden Nutzungen durch die in Amberg eingerichtete Heeresunteroffizier-Schule für Artillerie statt. Nach dem Ende des Zweiten Weltkrieges entschied die Militärregierung 1946, dass der Übungsplatz verpachtet werden soll.
Bereits 1951 wurde das Gelände bei Kümmersbruck/Gärmersdorf für eine militärische Nutzung begutachtet. Ab 1954 fanden Übungen des Bundesgrenzschutzes, ab 1956 auch der Bundeswehr auf der Gärmersdorfer Höhe statt. 1957 begannen die Planungen für den Kasernenneubau.
Am 19. Februar 1958 begannen die Bauarbeiten zur Errichtung der Kaserne. Am 18. Oktober 1960 zog das Panzerbataillon 123 in die fertiggestellte Garnison ein. Stationiert wurden hauptsächlich Einheiten und Verbände der Panzerbrigade 12 der 4. Panzergrenadierdivision.
Die Anlage wurde zunächst als „Panzerkaserne“ bezeichnet. Am 22. September 1964 erhielt sie feierlich den Namen „Schweppermann-Kaserne“ verliehen.
Trotz der Umgliederung der 4. Panzergrenadierdivision in eine Jägerdivision im Zuge der Umsetzung der Heeresstruktur 3 ab 1970 und der erneuten Strukturänderung in eine Panzergrenadierdivision mit der Einnahme der Heeresstruktur 4 1981 blieben die Auswirkungen auf die in Kümmersbruck stationierten Dienststellen begrenzt. Es kam jedoch ein teilgekadertes und gemischtes Panzerbataillon hinzu.
Das Ende des Kalten Krieges und der für die Deutsche Wiedervereinigung ausgehandelte Zwei-plus-Vier-Vertrag mit einer Truppenbegrenzung der Bundeswehr brachte zwar für den Standort Kümmersbruck keine Standortschließung. Doch fielen die Panzerbataillone 121, 123 und 124 den Kürzungen bis 1994 zum Opfer. Durch die Stationierung eines Transportbataillons ab 1994 änderte sich die Kaserne zur Heimat von Logistiktruppen.
Das Stationierungskonzept der Bundeswehr von 2001 änderte hieran nichts. Es sollten 1000 Dienstposten in der Kaserne verbleiben.
Erreicht wurden 2004 insgesamt 990 Dienstposten, die nach dem Konzept vom November 2004 auf 1100 Soldaten erhöht werden sollten. Größere Neustationierungen waren jedoch nicht geplant.
Im Rahmen der Neuausrichtung der Bundeswehr wurde im Oktober 2011 das nächste Stationierungskonzept veröffentlicht. Der Standort Kümmersbruck war auf 1190 Dienstposten angewachsen, sollte nunmehr jedoch auf 980 reduziert werden. Die Auflösung größerer Dienststellen war damit nicht verbunden.
2015 plante der Bund für den Neubau eines Sanitätsversorgungszentrums und einer Umschlaghalle mit Ausgaben von 27 Millionen Euro. 2016 entschied der Bund, die Investitionen in Aus-, Um- und Neubauten der Schweppermann-Kaserne auf 112,5 Millionen Euro zu erhöhen. Geplant wurden insbesondere 400 neue Einzelunterkünfte, ein zentrales Waffenkammergebäude, ein Lager- und ein Lehrsaalgebäude sowie ein Sanitätszentrum. Bis 2020 konnte das Lehrsaalgebäude fertiggestellt werden.
Im April 2019 begannen die Arbeiten zur Errichtung eines Neubaus für das Sanitätsversorgungszentrum und Facharztzentrum Kümmersbruck. Im September 2020 fand aufgrund der COVID-19-Pandemie anstelle eines Richtfestes nur eine Baubegehung statt. Die Kosten für das Gebäude lagen bei rund 11 Millionen Euro. Im Mai 2023 wurde das Gebäude nach seiner Fertigstellung der Bundeswehr übergeben.
Folgende Einheiten, Verbände, Dienststellen und Stäbe waren bzw. sind in der Schweppermann-Kaserne stationiert:
| Einheit                                                                                | Stationierung ab   | Herkunft | Stationierung bis  | Verbleib |
| -------------------------------------------------------------------------------------- | ------------------ | --- | ------------------ | --- |
| Panzerbataillon 123                                                                    | 18. Oktober 1960   | verlegt nach Aufstellung zum 1. Juli 1956 als Panzerbataillon 4 aus dem Bundesgrenzschutz in Amberg, Leopold-Kaserne, und Umbenennung zum 16. März 1959 in Panzerbataillon 123 | 30. September 1994 | aufgelöst |
| Panzerbataillon 124                                                                    | 18. Oktober 1960   | verlegt nach Aufstellung zum 1. Juni 1959 aus Abgaben des Panzerbataillons 123 in Amberg                                                                                       | 30. September 1992 | aufgelöst |
| Panzerpionierkompanie 120                                                              | 20. Oktober 1960   | neu aufgestellt | 30. Juni 2003      | aufgelöst |
| Ballistischer Wetterzug 201                                                            | 1960               | neu aufgestellt | 30. September 1975 | in Geophysikalischer Messzug 200 umbenannt |
| Panzerbataillon 114                                                                    | 1. September 1962  | neu aufgestellt | 7. Januar 1963     | verlegt nach Hohenfels, Truppenübungsplatz, am 5. März 1963 weiterverlegt nach Neunburg vorm Wald, Pfalzgraf-Johann-Kaserne, dort zum 1. Oktober 1970 in Panzerjägerbataillon 114 umgegliedert |
| Materialausstattung Sanitätsbereich 62/2                                               | 1. Juli 1972       | neu aufgestellt | 30. September 1998 | aufgelöst |
| Zahnstation (Terr) H 634                                                               | 1. Juli 1972       | neu aufgestellt | 31. März 1981      | in Zahnarztgruppe 601/1 umbenannt |
| Instandsetzungskompanie 120                                                            | 1. April 1974      | aus 4./Versorgungsbataillon 126 | 31. März 1993      | in 2./Gebirgsinstandsetzungsbataillon 8 umbenannt |
| Geophysikalischer Messzug 200                                                          | 1. Oktober 1975    | aus Ballistischer Wetterzug 201 | 30. September 2003 | aufgelöst |
| 1./Panzerbataillon 121 TE 35                                                           | 1. April 1981      | neu aufgestellt | 30. September 1992 | aufgelöst |
| 1./Panzerbataillon 121 TE 36                                                           | 1. April 1981      | neu aufgestellt | 30. September 1992 | aufgelöst |
| 3./Panzerbataillon 121                                                                 | 1. April 1981      | neu aufgestellt | 30. September 1992 | aufgelöst |
| 4./Panzerbataillon 121                                                                 | 1. April 1981.     | neu aufgestellt | 30. September 1992 | aufgelöst |
| Zahnarztgruppe 601/1                                                                   | 1. April 1981      | aus Zahnstation (Terr) H 634 | 31. Dezember 1998  | aufgelöst |
| Kasernenfeldwebel Kümmersbruck                                                         | 1. Juni 1984       | neu aufgestellt | 31. März 1999      | aufgelöst |
| Fahrschulgruppe Kümmersbruck                                                           | 1985               | neu aufgestellt | 31. März 1994      | in Kraftfahrausbildungszentrum Kümmersbruck umgegliedert |
| Standortfernmeldeanlage 627/205                                                        |                    | neu aufgestellt |                    | aufgelöst |
| 2./Gebirgsinstandsetzungsbataillon 8                                                   | 1. April 1993      | aus Instandsetzungskompanie 120 | 30. September 1993 | in 4./Instandsetzungsbataillon 210 umbenannt |
| 4./Instandsetzungsbataillon 210                                                        | 1. Oktober 1993    | aus 2./Gebirgsinstandsetzungsbataillon 8 | 1996               | in 3./Instandsetzungsbataillon 4 umbenannt |
| Transportbataillon 270 (teilaktiv)                                                     | 3. Februar 1994    | verlegt nach Aufstellung am 1. Oktober 1971 in Nürnberg, Infanterie-Kaserne | 25. Februar 1994   | aufgelöst und zur Aufstellung des Gebirgstransportbataillon 83 herangezogen |
| Gebirgstransportbataillon 83                                                           | 25. Februar 1994   | aus Transportbataillon 270 (teilaktiv) | 22. September 2003 | in Logistikbataillon 472 umbenannt |
| Kraftfahrausbildungszentrum Kümmersbruck                                               | 1. April 1994      | aus Fahrschulgruppe Kümmersbruck | heute              | |
| Geophysikalischer Messzug Kümmersbruck                                                 | 1. April 1994      | neu aufgestellt | 31. Dezember 2003  | aufgelöst |
| 3./Instandsetzungsbataillon 4                                                          | 1996               | aus 4./Instandsetzungsbataillon 210 | 22. September 2003 | in 2./Logistikbataillon 472 umbenannt |
| Logistikbataillon 472                                                                  | 22. September 2003 | aus Gebirgstransportbataillon 83 | heute              | |
| Fachsanitätszentrum Kümmersbruck (mit Verstärkungsreserve)                             | 1. Januar 2007     | neu aufgestellt | 30. September 2015 | aufgelöst |
| Bundeswehr Informationstechnik GmbH Kümmersbruck                                       | 1. November 2009   | neu aufgestellt | heute              | |
| Verband der Reservisten der Bundeswehr Kümmersbruck                                    | 1. November 2009   | neu aufgestellt | heute              | |
| Wallmeistertrupp Kümmersbruck                                                          | 1. Februar 2013    | neu aufgestellt | heute              | |
| Familienbetreuungszentrum Kümmersbruck                                                 | 1. Februar 2013    | neu aufgestellt | heute              | |
| Freiwillige Reservistenarbeit Kümmersbruck                                             | 1. Februar 2013    | neu aufgestellt | heute              | |
| Regionale Sicherungs- und Unterstützungskompanie Oberpfalz (Ergänzungstruppenteil 2)   | 1. April 2013      | neu aufgestellt | 31. Juli 2021      | in Heimatschutzkompanie Oberpfalz (Ergänzungstruppenteil 2) umbenannt |
| Standortältester Kümmersbruck mit Unterstützungspersonal                               | 1. April 2013      | neu aufgestellt | heute              | |
| Regionale Sicherungs- und Unterstützungskräfte Kümmersbruck mit Unterstützungspersonal | 1. Juni 2013       | neu aufgestellt | heute              | |
| Evangelisches Militärpfarramt Kümmersbruck                                             | 1. Oktober 2013    | neu aufgestellt | heute              | |
| Aerologischer Messzug Kümmersbruck                                                     | 1. Oktober 2013    | neu aufgestellt | heute              | |
| Sanitätsunterstützungszentrum Kümmersbruck                                             | 1. Januar 2015     | neu aufgestellt | heute              | |
| Sanitätsstaffel Einsatz Kümmersbruck                                                   | 1. Januar 2015     | neu aufgestellt | heute              | |
| Logistikzentrum der Bundeswehr – Logistische Steuerstelle 5                            | 1. April 2017      | neu aufgestellt | 31. März 2019      | aufgelöst |
| Materialprüftrupp IV/4                                                                 | 1. April 2017      | neu aufgestellt | 31. März 2019      | aufgelöst |
| V. Umschlagzug Luft                                                                    | 1. Oktober 2017    | neu aufgestellt | 31. Oktober 2018   | aufgelöst |
| VI. Umschlagzug Luft                                                                   | 1. Oktober 2017    | neu aufgestellt | 31. Oktober 2018   | aufgelöst |
| Steuerung Regionale Logistische Aufgaben                                               | 1. April 2018      | neu aufgestellt | heute              | |
| Logistische Steuerstelle Kümmersbruck                                                  | 1. April 2018      | neu aufgestellt | heute              | |
| Materialprüftrupp Kümmersbruck                                                         | 1. April 2018      | neu aufgestellt | heute              | |
| Heimatschutzkompanie Oberpfalz (Ergänzungstruppenteil 2)                               | 1. August 2021     | aus Regionale Sicherungs- und Unterstützungskompanie Oberpfalz (Ergänzungstruppenteil 2)                                                                                       | 31. Dezember 2023  | in 8./Heimatschutzregiment 1 (Ergänzungstruppenteil 2) umbenannt |
| 8./Heimatschutzregiment 1 (Ergänzungstruppenteil 2)                                    | 1. Januar 2024     | aus Heimatschutzkompanie Oberpfalz (Ergänzungstruppenteil 2) | heute              | |